# Јенки Хил (Калифорнија)
Јенки Хил (енгл. Yankee Hill) насељено је место без административног статуса у америчкој савезној држави Калифорнија.

## Демографија
По попису из 2010. године број становника је 333.
| Група             | 2000.    | 2010.       |
| Белци             | 0 (0,0%) | 294 (88,3%) |
| Афроамериканци    | 0 (0,0%) | 2 (0,6%)    |
| Азијати           | 0 (0,0%) | 4 (1,2%)    |
| Хиспаноамериканци | 0 (0,0%) | 22 (6,6%)   |
| Укупно            | 0        | 333         |